# Joan Baptista Cardona
Joan Baptista Cardona (València, 1511 — València, 30 de desembre de 1589) fou un erudit humanista i bisbe de Vic i Tortosa.

## Biografia
Estudià a les universitats de València i Lleida, i en aquesta es doctorà en teologia el 1563. Viatjà a Roma, i en 1575 treballà pel papa Gregori XIII en l'edició crítica del decret de Gracià. També treballà en l'edició crítica d'obres de diversos sants.
Fou canonge magistral de la catedral d'Oriola, comissari de les galeres d'Espanya i nomenat canonge de la seu de València el 31 d'agost de 1576. Fou nomenat bisbe de Vic el 4 de juliol de 1584, i durant els anys 1585 i 1586 el papa Sixt V li encarrega dues visites a l'abadia de Montserrat per resoldre l'elecció dels abats. Fou nomenat bisbe de Tortosa el 18 de març de 1587, i pren possessió el 17 de maig, i es manté en aquest bisbat fins a la seva mort, el 30 de desembre de 1589, ocorreguda durant una visita realitzada al Monestir de Santa Maria del Puig. Després, el seu cadàver fou traslladat a Tortosa i les seves despulles foren soterrades en el claustre de la catedral, com ho indica una làpida amb epitafi allí situada.
Estigué vinculat als humanistes més rellevants, com l'arquebisbe de Tarragona Antoni Agustí, Pere Galès, Pere Joan Nunyes i Miquel Thomàs de Taixequet. En 1578 envia un memorial a Felip II per a la formació de la biblioteca reial amb el títol de Traza de la librería de San Lorenzo el Real, que posteriorment, en 1587, el publica en llatí amb el títol De regia S. Laurentii Bibliotheca, amb altres obres, en un volum miscel·lani, en la impremta muntada per l'arquebisbe Antoni Agustí i que dirigia l'impressor Joan Felip Mey, en Tarragona. Dona a la biblioteca de l'Escorial un còdex del Fuero Juzgo.

## Obra
- Oratio de divo Stephano protomartyre (1575).[16]
- De expungendis haereticorum propriis nominibus etiam de libris qui de religione ex professo non tractant (1576).[17]
- De Regia S. Laurentii bibliotheca (1587).[18]
- De diptychis (1587).[18]